# Living Shangri-La
Der Living Shangri-La ist ein gemischt genutzter Wolkenkratzer und das höchste Gebäude der kanadischen Stadt Vancouver. Es befindet sich an der 1120 West Georgia Street, ist 201 Meter hoch und besitzt 62 Stockwerke. Das Gebäude war ab 2005 im Bau und übertraf nach seiner Fertigstellung am 24. Januar 2009 das bisher höchste Gebäude, das One Wall Centre, um 51 Meter.
In den unteren 15 Stockwerke wurde das Shangri-La Hotel Vancouver eingerichtet, ein Fünfsternehotel und das erste Hotel des asiatischen Unternehmens Shangri-La Hotels and Resorts in Nordamerika. In den übrigen Stockwerken befinden sich Eigentumswohnungen und Büros. Ebenfalls vorhanden sind ein Hallenbad und ein Lebensmittelladen sowie Restaurants und Wellnesseinrichtungen. Das Gebäude verfügt über eine Tiefgarage mit 595 Stellplätzen. Als Teil des Projekts wurde die Coastal Church, eine im Jahr 1919 errichtete Kirche am westlichen Ende des Grundstücks, renoviert.

## Hotel
Das Fünfsterne Hotel wurde am 24. Januar 2009 eröffnet und verfügt über 119 Zimmer, Restaurants, Bar und Wellnesseinrichtungen.